# T-Spoon
T-Spoon (of T Spoon) is een Nederlandse pop-/danceformatie. De groep werd in 1991 door de voormalige U.S. Airforce-soldaat en rapper Shalamon Baskin (aka Shamrock) en de componist Remy de Groot (aka Prince Peration) opgericht. Ze kregen in 1994 een platencontract bij A La Bianca aangeboden en scoorden, met hulp van gastmuzikanten, verschillende hits.

## Doorbraak
Van 1994 tot medio 1996 had de groep enkele hits in Nederland in zowel de Nederlandse Top 40 op destijds Radio 538 als in de toentertijd nieuwe publieke hitlijst: de Mega Top 50 op Radio 3FM.
Toen in 1996 zangeres Linda Estelle en danseres Anatevka Bos aan T-Spoon werden toegevoegd, kreeg de groep een duidelijk gezicht. De groep richtte zich tot dan toe op het populaire happy hardcore-genre, maar had in 1997 met de zomerhit Sex on the beach goud in handen. De single werd niet alleen in Nederland, maar ook in België, Duitsland en Scandinavië een grote hit.
In 1998 verliet Shamrock de groep en werd vervangen door een andere Amerikaan, Greg Dillard. Samen met de nieuwe rapper scoorde de groep in 1999 nog een hit met het in Hawaï opgenomen Summer love. Anatevka verliet datzelfde jaar de groep om een presentatiecarrière op te starten bij de toenmalige commerciële televisiezender Fox 8.
In 2000 werd Greg Dillard aan de kant gezet vanwege het niet nakomen van contractuele verplichtingen. Zelf beweerde hij dat hij vanwege familieomstandigheden niet bij concerten aanwezig kon zijn. Estelle was vanaf dan het enige gezicht van de groep en richtte samen met Desray van 2 Brothers on the 4th Floor en Anita Doth van 2 Unlimited de Diva's Of Dance op. De groep gaf diverse schnabbeloptredens in het land.

## Comeback
Vanaf 2002 was Shamrock weer terug bij de groep en brachten ze nog 3 remixen uit: "No time 2 waste 2003", "Sex on the beach bubbling mix 2004" en "No time 2 waste 2009". Deze remixen werden geen groot succes.
Op 6 oktober 2008 maakte Estelle bekend samen met Shamrock bezig te zijn met een reünie onder de naam "T-Spoon Reloaded" in de oude bezetting.
In 2019 stonden ze twee avonden in de Johan Cruijff ArenA tijdens de concerten van De Toppers. Op 12 december 2020 had de formatie een kort optreden in het satirische programma Even Tot Hier. T-spoon zong daar het lied Mes op de Pit, een humoristische versie van Sex on the Beach.

## Discografie

### Albums
| Album met eventuele hitnotering(en) in de Nederlandse Album Top 100 | Datum van verschijnen | Datum van binnenkomst | Hoogste positie | Aantal weken | Opmerkingen |
| ------------------------------------------------------------------- | --------------------- | --------------------- | --------------- | ------------ | ----------- |
| Joy, Life And Pain                                                  | 1994                  | 24-12-1994            | 58              | 16           |             |
| Lexicon Of Melody                                                   | 1996                  |                       |                 |              |             |
| The Hit Collection                                                  | 1997                  | 27-9-1997             | 20              | 9            |             |
| T-spoon                                                             | 1999                  |                       |                 |              |             |

### Singles
| Single met eventuele hitnotering(en) in de Nederlandse Top 40 | Datum van verschijnen | Datum van binnenkomst | Hoogste positie | Aantal weken | Opmerkingen             |
| ------------------------------------------------------------- | --------------------- | --------------------- | --------------- | ------------ | ----------------------- |
| No time 2 waste                                               | 1994                  | 5-2-1994              | 13              | 11           |                         |
| Take me 2 the limit                                           | 1994                  | 25-6-1994             | 9               | 9            | Dancesmash op Radio 538 |
| Where r u now                                                 | 1994                  | 22-10-1994            | 15              | 7            |                         |
| Mercedes benz                                                 | 1995                  | 4-2-1995              | 8               | 9            |                         |
| See the light                                                 | 1995                  | 27-5-1995             | 18              | 8            |                         |
| A part of my life                                             | 1995                  | 2-12-1995             | 15              | 9            |                         |
| Rockstar                                                      | 1996                  | 27-4-1996             | 24              | 4            | Dancesmash op Radio 538 |
| Someone loves you honey                                       | 1996                  | 3-8-1996              | 33              | 3            |                         |
| Smiling                                                       | 1996                  | 5-10-1996             | 14              | 8            |                         |
| Fly away                                                      | 1997                  | 15-3-1997             | tip9            |              |                         |
| Sex on the beach                                              | 1997                  | 19-7-1997             | 3               | 16           |                         |
| Message of love                                               | 1997                  | 8-11-1997             | 36              | 3            |                         |
| Tom's party                                                   | 1998                  | 25-4-1998             | 31              | 3            |                         |
| Got 2 get u back                                              | 1999                  | 17-4-1999             | tip4            |              |                         |
| Summerlove                                                    | 1999                  | 31-7-1999             | 15              | 9            |                         |
| Delicious / F.O.O.T.B.A.L.L.                                  | 2000                  | 19-5-2000             | tip16           |              |                         |

| Single met hitnotering(en) in de Vlaamse Ultratop 50 | Datum van verschijnen | Datum van binnenkomst | Hoogste positie | Aantal weken | Opmerkingen                   |
| ---------------------------------------------------- | --------------------- | --------------------- | --------------- | ------------ | ----------------------------- |
| No Time 2 Waste                                      | 1994                  | 19-03-1994            | 31              | 3            |                               |
| Sex On The Beach                                     | 1997                  | 09-08-1997            | 4               | 16           |                               |
| Summerlove                                           | 1999                  | 14-08-1999            | tip11           |              |                               |
| Take Me 2 The Limit                                  | 1994                  | 03-09-1994            | 43              | 2            |                               |
| Tom's Party                                          | 1998                  | 02-05-1998            | 28              | 7            |                               |
| Mercedes Benz                                        | 1995                  | 11-03-1995            | 40              | 3            | feat. Jean Shy                |
| Where R U Now                                        | 1994                  | 05-11-1994            | 39              | 1            | feat. Jean Shy                |
| Message Of Love                                      | 1997                  | 01-11-1997            | tip3            |              | with Special Guest King Lover |